# Воскресенское (Лихославльский район)
Воскресенское — деревня в Лихославльском районе Тверской области.

## География
Находится в центральной части Тверской области на расстоянии приблизительно 36 км на север-северо-восток по прямой от районного центра города Лихославль.

## История
Деревня была отмечена как Воскресенская ещё на карте Менде, состояние местности на которой соответствует 1848 году. В 1859 году здесь был учтен 51 двор. До 2021 деревня входила в Толмачёвское сельское поселение (Тверская область) Лихославльского района до его упразднения.

## Население
Численность населения: 402 человека (1859 год), 7 (русские 29 %, карелы 71 %) в 2002 году, 7 в 2010.